# María Vento-Kabchi
María Alejandra Vento-Kabchi (ur. 24 maja 1974 w Caracas) – wenezuelska tenisistka, reprezentantka kraju w Fed Cup, olimpijka z Sydney (2000) i Aten (2004).

## Kariera tenisowa
Zawodową tenisistką była w latach 1994–2006. Jest tenisistką praworęczną z oburęcznym bekhendem. Jej trenerem był Pat Etcheberry, który współpracował między innymi z Jennifer Capriati, Justine Henin i Andre Agassim. W tenisa zaczęła grać, od kiedy skończyła sześć lat. Pierwsze lekcje dawała jej starsza siostra, Mary Eugenia. 21 lipca 2001 została żoną Gamala Kabchi. Rodzice noszą imiona Carmen i Romulo.
Wygrała cztery turnieje deblowe z cyklu rozgrywek WTA Tour. W singlu najwyżej sklasyfikowana na 26. pozycji (czerwiec 2004). W tym samym czasie była najwyżej w rankingu deblowym, na 15. miejscu. Dwa największe sukcesy w turniejach wielkoszlemowych to gra w czwartej rundzie w Wimbledonu 1997 i US Open 2005.
Dwukrotnie startowała na igrzyskach olimpijskich, w Sydney (2000) i Atenach (2004). W Sydney dotarła do drugiej rundy singla i ćwierćfinału debla wspólnie z Milagros Sequerą, natomiast w Atenach zagrała wyłącznie w grze pojedynczej osiągając drugą rundę.
W latach 1990, 1996–2001 i 2006 reprezentowała Wenezuelę w Fed Cup notując bilans 35 zwycięstw i 20 porażek.

## Wygrane turnieje rangi ITF
| turnieje z pulą nagród 100 000 $ |
| turnieje z pulą nagród 75 000 $  |
| turnieje z pulą nagród 50 000 $  |
| turnieje z pulą nagród 25 000 $  |
| turnieje z pulą nagród 15 000 $  |
| turnieje z pulą nagród 10 000 $  |

### Gra pojedyncza
|    | Data       | Turniej        | ($)    | Naw.   | Finalistka        | Wynik         |
| 1. | 26/06/1989 | Guadalajara    | 10 000 | ziemna | Sofie Albinus     | 3:2 krecz     |
| 2. | 21/05/1990 | Aguascalientes | 10 000 | ziemna | Jean-Marie Lozano | 6:3, 6:3      |
| 3. | 05/07/1993 | Indianapolis   | 10 000 | twarda | Judy Newman       | 6:4, 3:6, 6:4 |
| 4. | 26/07/1993 | Roanoke        | 10 000 | twarda | Annie Miller      | 6:0, 5:7, 6:0 |
| 5. | 02/08/1993 | Norfolk        | 10 000 | twarda | Annie Miller      | 7:5, 6:1      |
| 6. | 31/07/1995 | Brasília       | 75 000 | ziemna | Andrea Glass      | 6:2, 5:7, 6:4 |
| 7. | 27/07/1997 | Peachtree City | 50 000 | twarda | Sonya Jeyaseelan  | 6:4, 6:0      |